# Милетич, Неманя (родился в январе 1991)
Неманя Милетич (серб. Немања Милетић; 16 января 1991, Титова-Митровица, СФРЮ) — сербский футболист, защитник клуба «Омония».

## Карьера
На юношеском уровне выступал за «Бане», «Копаоник» и «Слогу». На взрослом уровне дебютировал за «Слогу» в сезоне 2009/2010. Спустя 4 года перешёл в «Борац», а ещё через полтора года в «Войводину». Также один сезон провёл в бельгийском «Вестерло».
В июле 2017 года стал игроком белградского «Партизана».